# NISSAY 一路真輝の小さな物語
NISSAY 一路真輝の小さな物語（ニッセイ いちろまきの ちいさなものがたり）はTOKYO FMで1996年4月6日から1998年3月28日まで放送されたラジオ番組。日本生命の一社提供。元宝塚歌劇の女優一路真輝が宝塚退団後初めてラジオ番組のパーソナリティーを務めた。

## 補足
1996年3月まで放送されていた「Clarion Presents ADDZEST Pure Sound Studio 前田亘輝のONLY GOOD TIMES」が同年4月から大幅にネット局を減らし、これと同時にスタートした番組であったため、「Clarion〜」の枠をそのまま「NISSEY〜」の枠とした放送局が多かった。
前身は「NISSAY マイ・ライフ・ミュージック」という番組で、日曜22:00 - 22:55にTOKYO FM系列全国同時ネットで放送されていた。